# Pamir (1905)
Pamir – czteromasztowy bark, windjammer, ostatni towarowy żaglowiec, jaki kursował na trasie z Europy do Chile wokół przylądka Horn.
Czteromasztowiec Pamir był najmniejszym z serii sześciu podobnych statków o tonażu od 3020 do 3152 BRT, zbudowanych w latach 1903-1920 w hamburskiej stoczni Blohm & Voss dla przedsiębiorstwa żeglugowego F. Laeisz z Hamburga. Wcześniej, w latach 1892-1926, cztery podobne, mniejsze statki tego rodzaju wybudowała dla Laeiszów stocznia J. C. Tecklenborg z Geestemünde.
Siedem pozostałych barków czteromasztowych przedsiębiorstwo F. Laeisz nabyło z drugiej ręki.
21 września 1957 r. w wyniku uderzenia gwałtownego szkwału i przesunięcia się ładunku, statek wywrócił się i zatonął w pobliżu Azorów. Przeżyło 6 osób z 86-osobowej załogi.